# V403 Андромеды
V403 Андромеды (лат. V403 Andromedae) — одиночная переменная звезда в созвездии Андромеды на расстоянии (вычисленном из значения параллакса) приблизительно 4780 световых лет (около 1466 парсеков) от Солнца. Видимая звёздная величина звезды — от +16,1m до +11,9m.

## Характеристики
V403 Андромеды — красная пульсирующая переменная звезда, мирида (M) спектрального класса M. Эффективная температура — около 3297 K.